# Bartholomaeus Platina
Bartholomaeus Platina (Bartolomeo Platina), eredeti neve Bartolomeo Sacchi (Piadena, 1421 – Róma, 1481. szeptember 21.) Az itáliai reneszánsz korban latin nyelven író olasz történész, esszéista, gasztronómus, író.

## Életrajz
Platina a Cremonához közeli Piadenában született (Piadena latinul Platinát jelent).
Először besorozták katonának, majd Mantovában Ludovico III Gonzaga fiai házitanítójának lett kinevezve. 1457-ben Firenzébe ment és Argyropulos görög tudósnál elvégezte tanulmányait. 1462-ben Rómában, valószínűleg egykori tanítványának, Francesco Gonzagának, az akkortájt kinevezett bíborosnak a titkára lett.
Miután II. Piusz pápa átszervezte az abbreviátorok testületét (1463), és a tagok számát 70 főre növelte, Platinát 1464 májusában a testület tagjává választották.
Rómában aktív tagja lesz Johannes Bessarion bíboros tudományos körének és a Pomponio Leto vezette Római Akadémiának, ami 1464-ben jött létre (az intézmény tagjait a római vallás és archeológia foglalkoztatta és Epikurosz híveinek tekintették magukat).

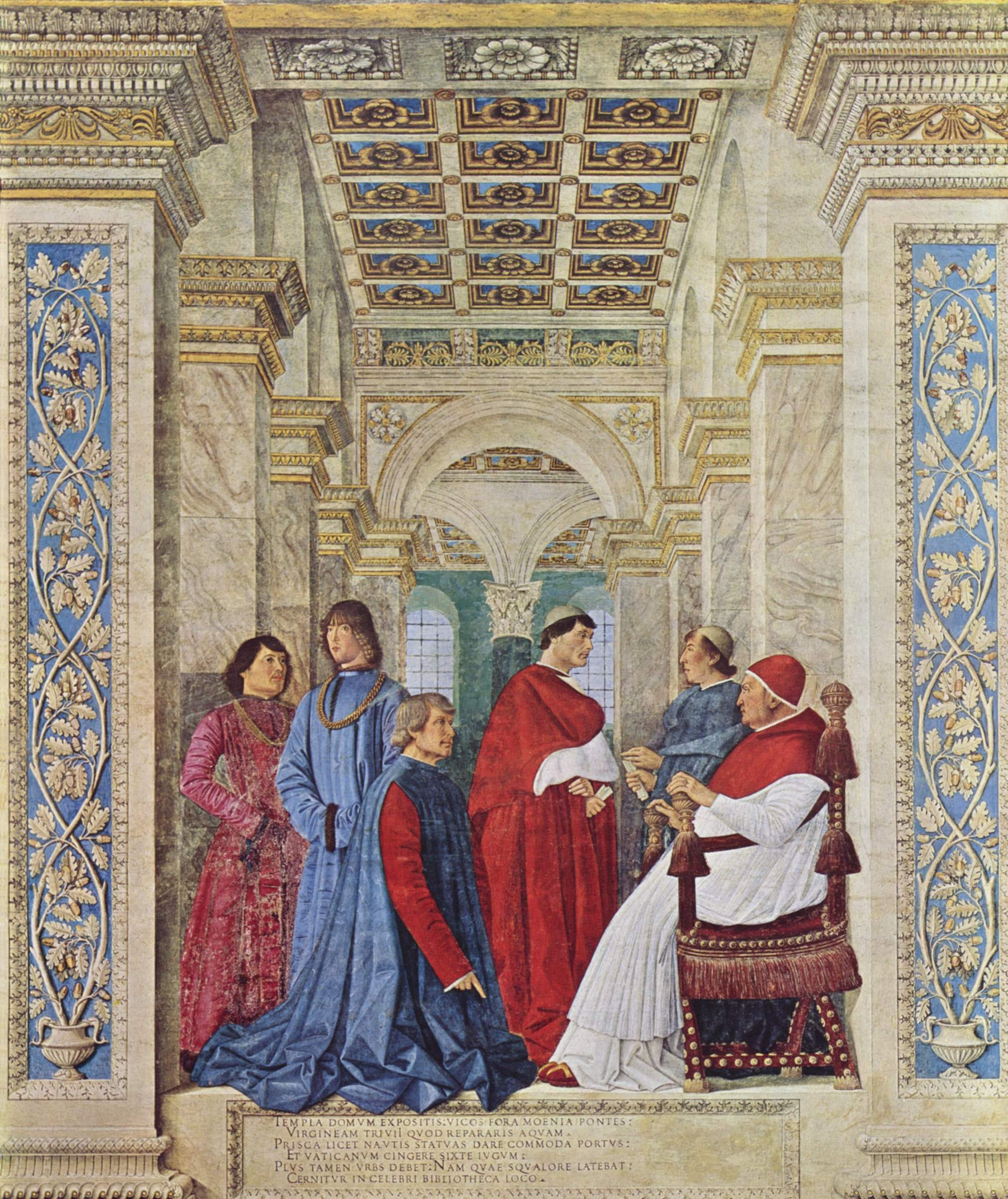
Bartholomaeus és IV. Szixtusz pápa Melozzo da Forlì freskóján

## Az őszinte élvezetekről és az egészségről

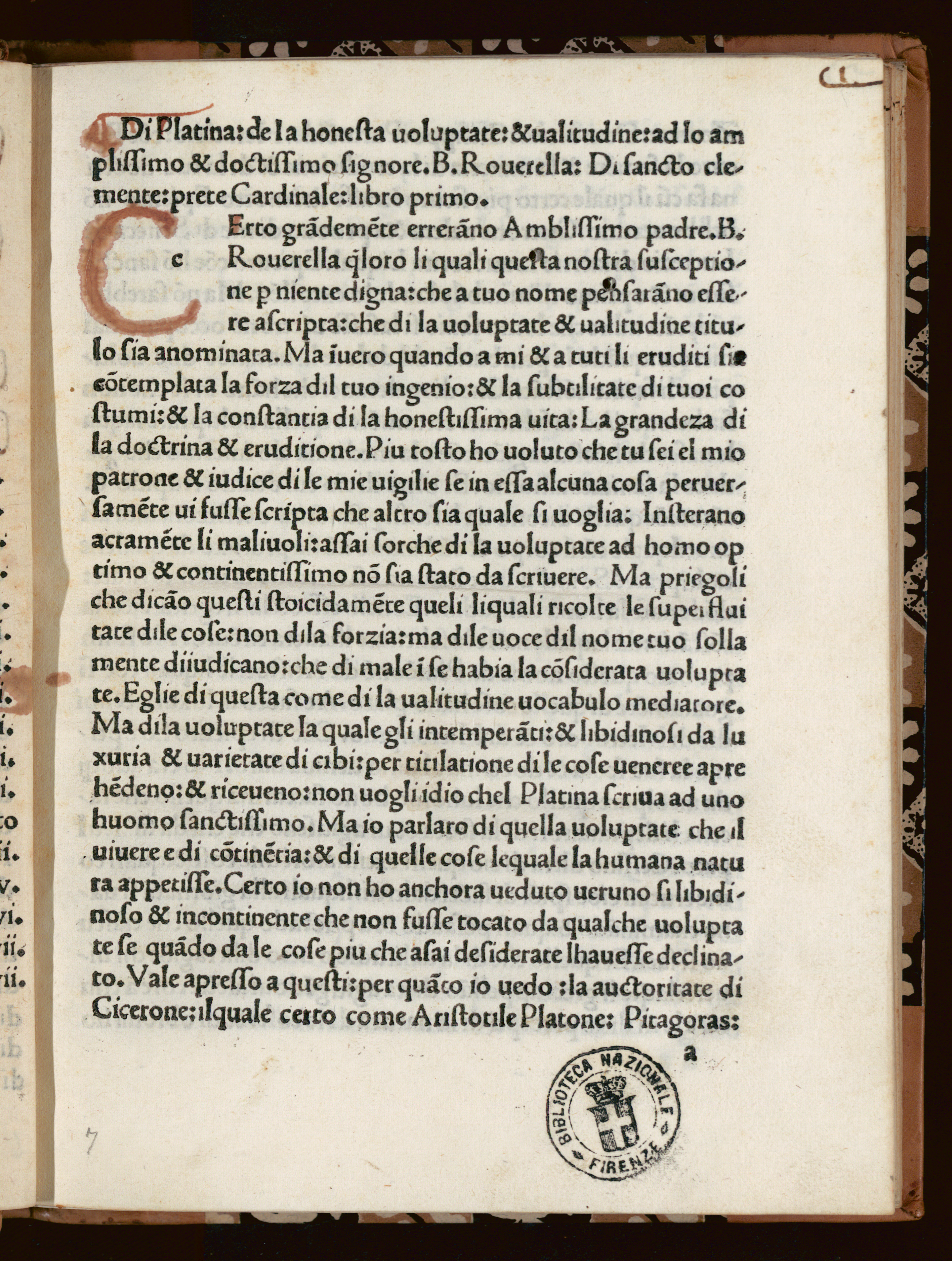
De honesta voluptate et valetudine

Platina valószínűleg 1465 nyarán állította össze De honesta voluptate et valetudine („Az őszinte élvezetekről és az egészségről” ) című könyvét. Ez volt az első nyomtatott szakácskönyv.  A könyvet először 1474-ben nyomtatták ki (első kiadását kis szériában, amely ugyan keltezetlen volt, de úgy vélik, hogy Ulrich Han német nyomdász által Rómában, akinek ott volt üzlete, 1467-től), majd számos kiadás jelent meg utána belőle, elterjesztve a jó étkezésről szóló római elképzeléseket egész Nyugat-Európában. Ez a könyv részben asztali etikettre vonatkozó feljegyzéseket, háztartásra vonatkozó praktikus tanácsokat tartalmazott, másrészt recepteket, melyek többsége ténylegesen nem az ő receptjei voltak, hanem bevallottan Martino de Rossi comói szakács szakácskönyvéből („Libro de Arte Coquinaria”) való átvételek, akit Platina a szakácsok hercegének nevezett. Martinóval 1463 nyarán találkozott Albanóban, ahol Martino munkaadójának, a bíborosnak a vendége volt.

## Platina és II. Pál
II. Pál pápa 1465-ben megszüntette az abbreviátorok testületét, így Platina a többi új taggal együtt meg lett fosztva az irodájától. Tiltakozásul írt egy röpiratot, követelve a pápától a korlátozások visszavonását. Amikor a pápa felszólította, hogy igazolja önmagát, szemtelenül válaszolt vissza rá és bebörtönözték az Angyalvárba, viszont négy hónappal később szabadon bocsátották azzal a feltétellel, hogy Rómában marad. 1468 februárjában kb. 20 másik humanistával ismét bebörtönözték eretnekség és a pápa élete elleni összeesküvés gyanújával (máshol az van, hogy a római akadémia tagjaival együtt bebörtönözték a pogány vallási szokások felélesztése és a pápa élete elleni összeesküvés vádjával: ez a helyes változat). Az utóbbi vádat bizonyíték hiányában ejtették ellenük, miközben az előbbi alól felmentették őket. Ugyanakkor a római akadémia tagjait erkölcstelenség bűnében bűnösnek találták.
1469. májusig volt börtönben. Szabadulása után ismét arra számított, hogy alkalmazni fogják II. Pál szolgálatában, a pápa azonban elutasította alkalmazását. Platina bosszúval fenyegetőzött és beteljesítette a fenyegetését, amikor IV. Szixtusz pápa javaslatára megírta a Pontificum Platinæ historici Liber de vita Christi ac Omnium pontificum qui hactenus ducenti fuere et XX-ot, amire magyarul a szakirodalomban „Pápák élete” címen szoktak röviden hivatkozni.

## A pápák élete
A könyvet 1474-ben fejezte be, 1479-ben adták ki Velencében.  Ebben úgy festette le ellenségét mint kegyetlent és a tudomány főellenségét. Ez évszázadokon át befolyásolta a történelmi szakvéleményeket, csak a kritikus kutatás bizonyította be az ellenkezőjét. Más helyeken is szembeötlő a pártosság, különösen amikor az egyház állapotát dolgozza fel. Ennek ellenére ez a könyv mégis jelentős, mert a pápaság történelmének ez az első szisztematikus kézikönyve. Platina szükségét érezte a kritikus kutatásnak, kitért azonban a részletek vizsgálata elől. 1474 végéig vagy 1475 elejéig felajánlotta IV. Szixtusz pápának a kéziratot; ezt továbbra is a Vatikáni Apostoli Könyvtárban őrzik. Elfogadása meglepetést okozhatott, de valószínűleg a pápának a kézirat teljes tartalmáról nem volt tudomása, kivéve azon részekről, amely érintette a pápa főpapi méltóságát.

## Könyvtárosként és levéltárosként
Giovanni Andrea Bussi, Aleria püspöke halála (1475) után a pápa kiadta „Ad decorem militantis Ecclesiae” bulláját, amelyben formálisan is megalapította a könyvtárat és külön épületrészt biztosított a könyvtári anyag számára. A pápai palota északi szárnyának földszintjén létrehozta Róma első közkönyvtárát. Platinát kinevezte főkönyvtárosnak, évi 120 dukát fizetést kapott és hivatali lakhelyet a Vatikánban. Melléje segítőtársakat is rendelt a pápa, három asszisztens és egy könyvkötő dolgozott a könyvtárban. 1481-ben elkészült a könyvtár első katalógusa, ebben 3500 kódex volt felsorolva. A köteteket kölcsönözni lehetett.
IV. Szixtusz pápa a vatikáni könyvtár létrehozásán kívül a vatikáni levéltár ősét is létrehozta. Itt is fontos szerepet szánt Platinának: a pápa szorgalmazására elkészítette a római egyház legfontosabb privilégiumainak a gyűjteményét, amelynek fontosságát az összes évkönyvíró elismerte, még mindig a vatikáni levéltárban őrzik. Az előszóban Platina nemcsak az egyház iránti ellenséges érzületeket kerülte el, hanem még helyeselte is az eretnekek és szakadárok pápák általi megbüntetését, vagyis IV Szixtusznak – szimpátiajelzései által – sikerült megnyernie Platinát az egyház érdekeinek.
Fontosabb művei mellett írt több más kisebb jelentőségűt is: a Historia inclita Urbis Mantuæ et serenissimæ Familiae Gonzagæ című kötete a Gonzaga-család történetét dolgozta fel.
A De vera nobilitate (Az igazi nemességről) című kötete az egyéni képességek fontosságára hívja fel a figyelmet.
Pestisben halt meg Rómában, 1481-ben.

## Kiadott munkák Platinától
- Contra amores (Szerelmi ügyek ellen, 1471–72?, 1504-ben kiadva) e-book
- De honesta voluptate et valetudine (Az őszinte élvezetekről és az egészségről, 1465 körül, kinyomtatva 1475-ben) University of Glasgow Library
- Vitæ Pontificum (A pápák élete, 1479) OSZK
- Historia inclita urbis Mantuæ et serenissimæ familiæ Gonzagæ (Mantova története és a Gonzaga család) (1461-ben kezdte el, 1464-ig írta meg, 1469-ben fejezte be)
- De Principe (A fejedelemről) (1470-ben írták, 1608-ban kiadva)
- De optimo cive (A kiváló állampolgárról) (1474-ben írta meg, 1504-ben kiadva)
- De falso et vero bono dialogi (A hamis és az igazi javakról) (kiadva 1504 körül)
- De vera nobilitate ("Az igazi nemességről") (1475–1477 között írta meg, 1504-ben kiadva) e-book

### Magyarul
- Bartholomaeus Platina reneszánsz receptjei. Az első nyomtatott szakácskönyv; ford. Darida Benedek; Helikon, Budapest, 2022

## Fordítás
- Ez a szócikk részben vagy egészben  a   Bartolomeo Platina című angol Wikipédia-szócikk fordításán alapul.  Az eredeti cikk szerkesztőit annak laptörténete sorolja fel. Ez a jelzés csupán a megfogalmazás eredetét és a szerzői jogokat jelzi, nem szolgál a cikkben szereplő információk forrásmegjelöléseként.